# Rosa pisocarpa
Rosa pisocarpa är en rosväxtart som beskrevs av Asa Gray. Rosa pisocarpa ingår i släktet rosor, och familjen rosväxter.

## Underarter
Arten delas in i följande underarter:
- R. p. ahartii
- R. p. pisocarpa

## Bildgalleri

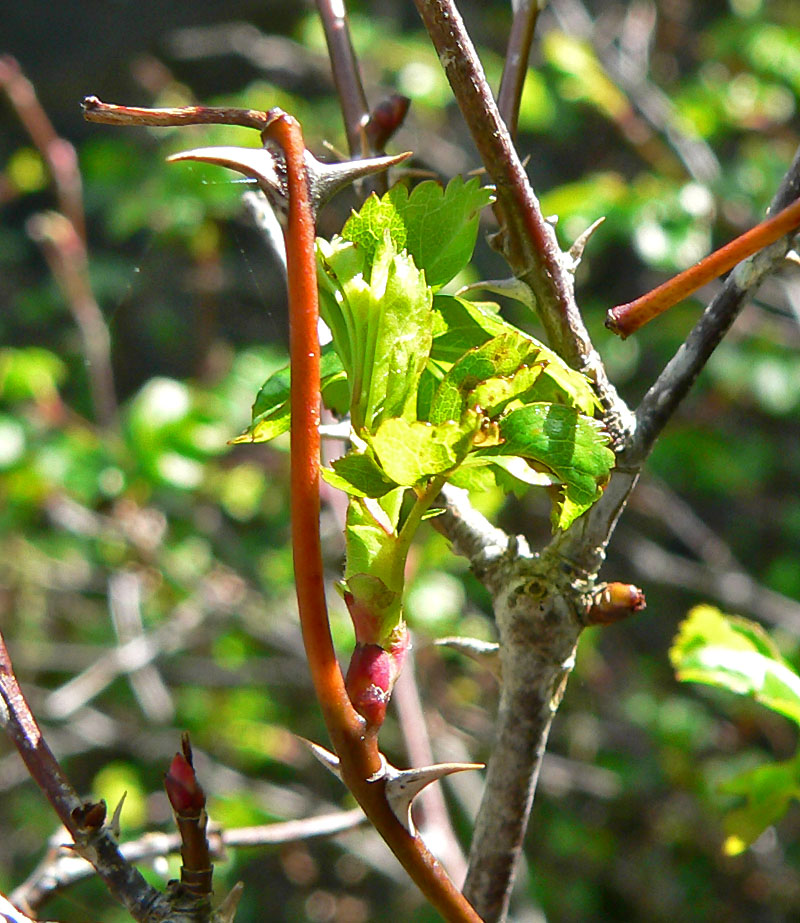
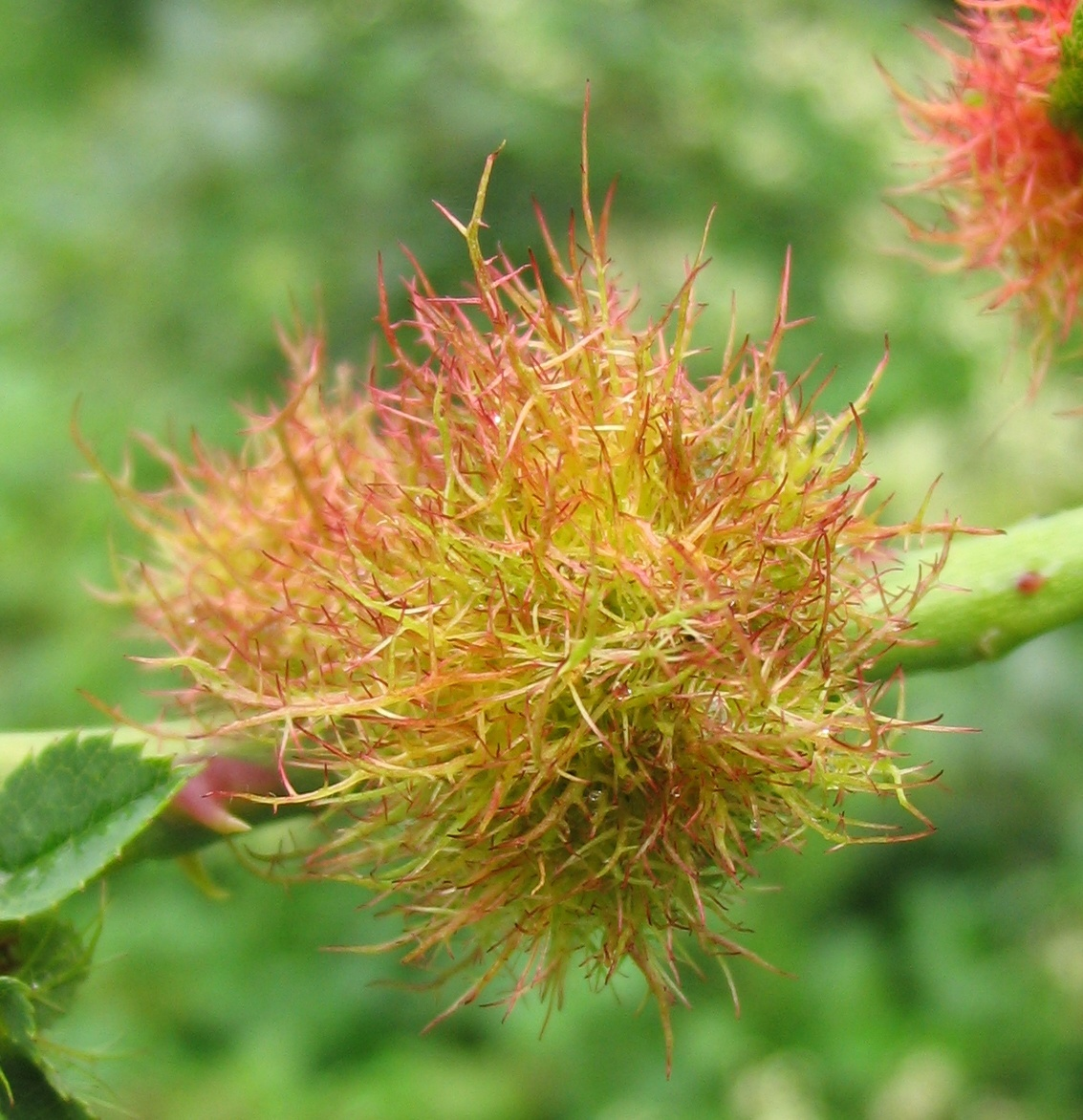